# Jorge Contreras (Radsportler)
Jorge A. Contreras (* 27. August 1980) ist ein chilenischer Bahn- und Straßenradrennfahrer.
Jorge Contreras wurde 2004 Zweiter der Gesamtwertung bei der Vuelta a El Salvador. Im nächsten Jahr war er bei der Vuelta a El Salvador mit seinem Team beim Mannschaftszeitfahren erfolgreich. Bei der chilenischen Meisterschaft 2007 belegte er den dritten Platz im Einzelzeitfahren. Auf der Bahn gewann Contreras 2007 die Bronzemedaille in der Einerverfolgung bei der Panamerikameisterschaft. In der Saison 2009 wurde er chilenischer Meister im Einzelzeitfahren.